# Amikam
Amikam (hebrejsky עַמִּיקָם, v oficiálním přepisu do angličtiny Ammiqam) je vesnice typu mošav v Izraeli, v Haifském distriktu, v Oblastní radě Alona.

## Geografie
Leží v nadmořské výšce 82 metrů v pahorkatině na pomezí pohoří Karmel a planiny Ramat Menaše, nadaleko jejich přechodu do pobřežní nížiny. Jižně od obce probíhá vádí Nachal Taninim, do kterého zde od jihovýchodu přitéká vádí Nachal Nili.
Obec se nachází 10 kilometrů od břehu Středozemního moře, cca 58 kilometrů severovýchodně od centra Tel Avivu, cca 27 kilometrů jižně od centra Haify a 6 kilometrů východně od Zichron Ja'akov. Amikam obývají Židé, přičemž osídlení v tomto regionu je převážně židovské. Oblast Vádí Ara osídlená ve vyšší míře izraelskými Araby začíná až 7 kilometrů jihovýchodně odtud.
Amikam je na dopravní síť napojen pomocí lokální silnice číslo 6533. Východně od vesnice byl roku 2009 otevřen nový úsek dálnice číslo 6 (Transizraelská dálnice).

## Dějiny
Amikam byl založen v roce 1950. Jeho zakladateli byla skupina židovských imigrantů evropského původu, kteří druhou světovou válku přečkali ve městě Charbin v Číně. Další osadníci přišli z východní Evropy a ze severní Afriky. Roku 1956 dorazila další skupina židovských přistěhovalců z Polska.
Obyvatelé mošavu byli napojení na pravicové politické hnutí Betar a vojenskou organizaci Irgun. Vesnice vznikla v rámci osidlovacího programu Miškej Cherut Betar. Politická orientace vesnice souvisí i s tím, že toto území během války za nezávislost v roce 1948 dobyly pravicové židovské jednotky Irgun a ty pak ovlivňovaly i zdejší židovské osidlování.
Ve vesnici funguje základní škola. Místní ekonomika je stále z velké části založena na zemědělství.
Na severním okraji dnešního mošavu stávala do roku 1948 arabská vesnice Sabbarin. Křižácké prameny ji nazývaly Sabbarim nebo Sabarim. Stála tu základní chlapecká škola. V roce 1931 zde žilo 1108 lidí v 256 domech. V květnu 1948 během války za nezávislost byla vesnice ovládnuta izraelskými silami a arabské osídlení tu skončilo. Zástavba arabské vesnice pak byla zbořena.

## Demografie
Podle údajů z roku 2014 tvořili naprostou většinu obyvatel v Amikam Židé (včetně statistické kategorie "ostatní", která zahrnuje nearabské obyvatele židovského původu ale bez formální příslušnosti k židovskému náboženství).
Jde o menší sídlo vesnického typu s dlouhodobě rostoucí populací. K 31. prosinci 2014 zde žilo 717 lidí. Během roku 2014 populace stoupla o 2,9 %.
| Rok            | 1961 | 1972 | 1983 | 1995 | 2001 | 2003 | 2004 | 2005 | 2006 | 2007 | 2008 | 2009 | 2010 | 2011 | 2012 | 2013 | 2014 |
| -------------- | ---- | ---- | ---- | ---- | ---- | ---- | ---- | ---- | ---- | ---- | ---- | ---- | ---- | ---- | ---- | ---- | ---- |
| Počet obyvatel | 157  | 142  | 167  | 287  | 400  | 478  | 509  | 534  | 561  | 589  | 612  | 626  | 637  | 677  | 686  | 697  | 717  |